# Architekti anglického přírodně krajinářského parku
Významní architekti anglického přírodně krajinářského parku jsou architekti tvořící ve stylu anglického parku (přírodně krajinářského parku), který vznikl v Anglii na počátku 18. století, a rozšířil se po celé Evropě.
Na výsluní mezi teoretiky stylu anglického parku je svými pracemi zařazován Addison, Pope a hrabě z Shaftesbury. Literární díla Alexandra Popeho a Addisona jsou často citována i o století později jako představy o tomto stylu zahradní architektury. Skutečností je, že představy teoretiků byly blíže představě divoké přírody než skutečnosti vyumělkovaného naparáděného parku s čínskými svatostánky, napodobeninami minaretů a umělými zříceninami, tak jak některé evropské "anglické" parky byly realizovány v 19. století. Svými příspěvky v Královské zahradní společnosti ovlivnil směřování vznikajícího stylu například Horace Walpole.
Mezi citované teoretiky estetiky anglického parku svými esejemi zcela právem patří i myslitel Edmund Burke, jehož jasně stylizované myšlenky o zahradní architektuře a metodách použití jsou následováníhodné. Ačkoliv je často jako zakladatel stylu "anglického parku" považován veřejnosti široce známý a populární génius Brown, skutečnými zakladateli stylu a architekty prakticky aplikujícím metody tohoto zahradního slohu byli [Wiliam Kent a Charles Bridgeman.
Alexander Pope a Joseph Addison
Básník Alexander Pope se v často zmiňovaném díle "Epistle to Burlington" zabývá úvahami architekturou a ovlivnil mnoho architektů své doby. Lord Walpole píše: „Kent, nebyl ani bez pomoci ani bez chyb. Pope přispěl k vytvoření jeho vkusu a zahrady v Carleton House byly pravděpodobně vytvořeny podle básníkovy zahrady v Twickenham.“  Ale ačkoliv filosof Joseph Addison a básník Alexander Pope byli i prvními, kdo zhotovili prototypy zahradní úpravy v nepravidelném stylu, který byl zřejmě blízký stylu anglického parku a byly v tomto smyslu revoluční, nelze je zařadit mezi architekty. Podobně Lorda Cobhama, který je považován za autora jedno z prvních autorů parku ve stylu anglického parku nelze považovat za architekta.
William Kent (1685–1738) byl architekt, malíř a návrhář nábytku, který zavedl palladianský styl architektury do Anglie. Kent narodil se v Yorkshire, a studoval jako soukromý učitel malířství v roce 1719. Brzy poté přišel Londýna, a objevilo své nadání pro malování. Byla poslán do Itálie, pod patronátem Lorda Burlingtona, a vrátil se s jeho lordstvem, a žil s ním v Burlington House až do roku 1748, kdy zemřel ve věku 63 let. Kent byl v Itálii inspirován stavbami v Benátkách a krajinami a zříceninami v okolí Říma – žil v Itálii 1709–1719, a přinesl zpět mnohé kresby antické architektury a krajiny. Jeho zahrady byly navrženy tak, aby byly komplementem italské Palladianské architektury .
Po svém prvním návratu, byl hlavně pověřen, aby maloval historické předměty a stropy. Hala v Stowe je jeho dílem. Brzy poté byl však zaměstnán jako architekt a později trvale, jako zahradní architekt. Není známo, kde se poprvé projevilo jeho geniální nadání k zahradní architektuře, pravděpodobně v Claremont a Esher. Tyto dva z jeho návrhů přesně popsal Wheatley, a soudě z věku stromů, byly založeny mezi lety 1725 a 1735. Kent byl také zaměstnán v Kensington Gardens, kde prý měl v přírodně krajinářském parku v Kensingtonu dát vysadit dokonce pahýly stromů, aby zvýšil podobnost scény k přírodním lesům. Kent byl považován za umělce, malíře, který prosazoval malířské principy v přírodně krajinářském parku jako na trojrozměrném plátně.
Thomas Wright (astronom z Durhamu, 1711–1786) zdá se byl populární v době smrti Kenta Jeho narození a vzdělání, píše G. Mason, ; bylo nad plebejce, rozuměl kresbě, a tvořil plány podle svých návrhů, ale nikdy nebyl zaměstnán pro jejich zhotovení, což mohlo způsobit nezvažování problémů pro ty, kdo jeho návrhy realizují. V Becket, sídle Lorda Barringtona, vytvořil obdivované efekty na trávníku a v Stoke, blízko Bristolu, předpokládal ozdobení podrostem z růží, tato úprava byla doporučena v čtvrtém svazku English Garden, a značně rozšířena ve Fonthill Abbey. Také navrhl vycházkovou terasu a řeku v Oatlands, oba zaslouženě obdivované, později byla nezřídka mylně zaměňována za samotnou Temži.
Charles Bridgeman (1690–1738) byl synem zahradníka, který se stal královským zahradníkem anglické královny a prince Jiřího a byl původcem změn a rekonstrukcí v královské zahradě v Berkshire, Windsoru, Kensingtonském paláci, Hampton Court, St. James's Park and Hyde Park (Londýn). Pracoval na několika významných zahradách v Kentu, poskytoval odborné rady v Kentu což mu umožnilo realizovat jeho architektonické představy.
Lancelot "Capability" Brown
Nejvlivnější postavou v pozdějším vývoji anglické krajinářské zahrady byl Lancelot "Capability" Brown (1716–1783), který začal svou kariéru v roce 1740 jako zahradník v Stowe pod UK Bridgeman, úspěšným architektem Williamem Kentem v roce 1748.
Lancelot "Capability" Brown došel k takříkajíc typizované představě anglické zahrady a byl známý svou schopností jakýkoliv terén zvlnit a učinit jej způsobilý pro krajinářské účely, radikálně likvidovat a přebudovat jakoukoli francouzskou zahradu na anglický park. To mu vyneslo přezdívku „způsobilý“ - (capability).

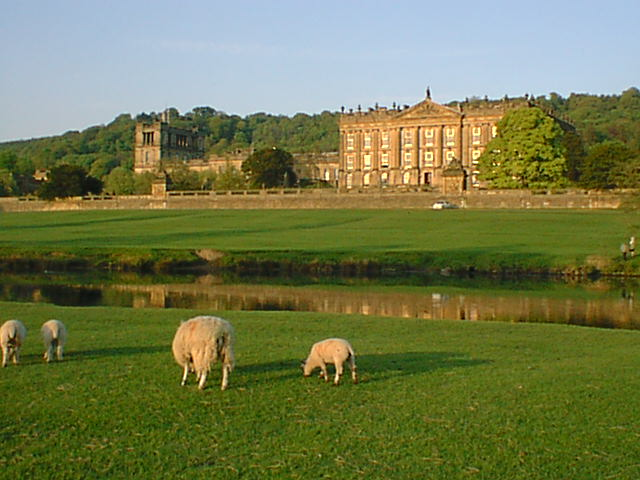
zahrada u Chatsworth House, od Capability Brown

Brownovým příspěvkem bylo zjednodušení zahrady odstraněním geometrické struktury, uliček a parteru blízkosti domu a jejich nahrazení trávníky a rozsáhlými skupinami izolovaných skupin stromů, které se zdají být součástí větší krajiny. Křivku ve tvaru „S“ ve své praxi povýšil na princip krásy, u jeho pokračovatelů se křivka „S“ stala ustáleným klišé. Pokusil se vytvořit ideální obraz krajiny z anglického venkova. Vytvořil umělé jezera a přehrady a kanály k iluzi, že přes zahradu vede řeka . Hlavními nástroji v jeho práci byly náročné terénní úpravy, voda a vegetace. Byly mu vytýkány schematické výsadby, jako vegetaci používal nekriticky smrky. Střídal tři formy výsadby:
- belting – úzké pásy výsadby po obvodu
- clumping - nakupeniny květin, keřů a stromů
- solitéry – jednotlivě vysázené rostliny.

Všeobecně však byl respektován jeho cit pro modelaci terénu a zakládání vodních ploch.

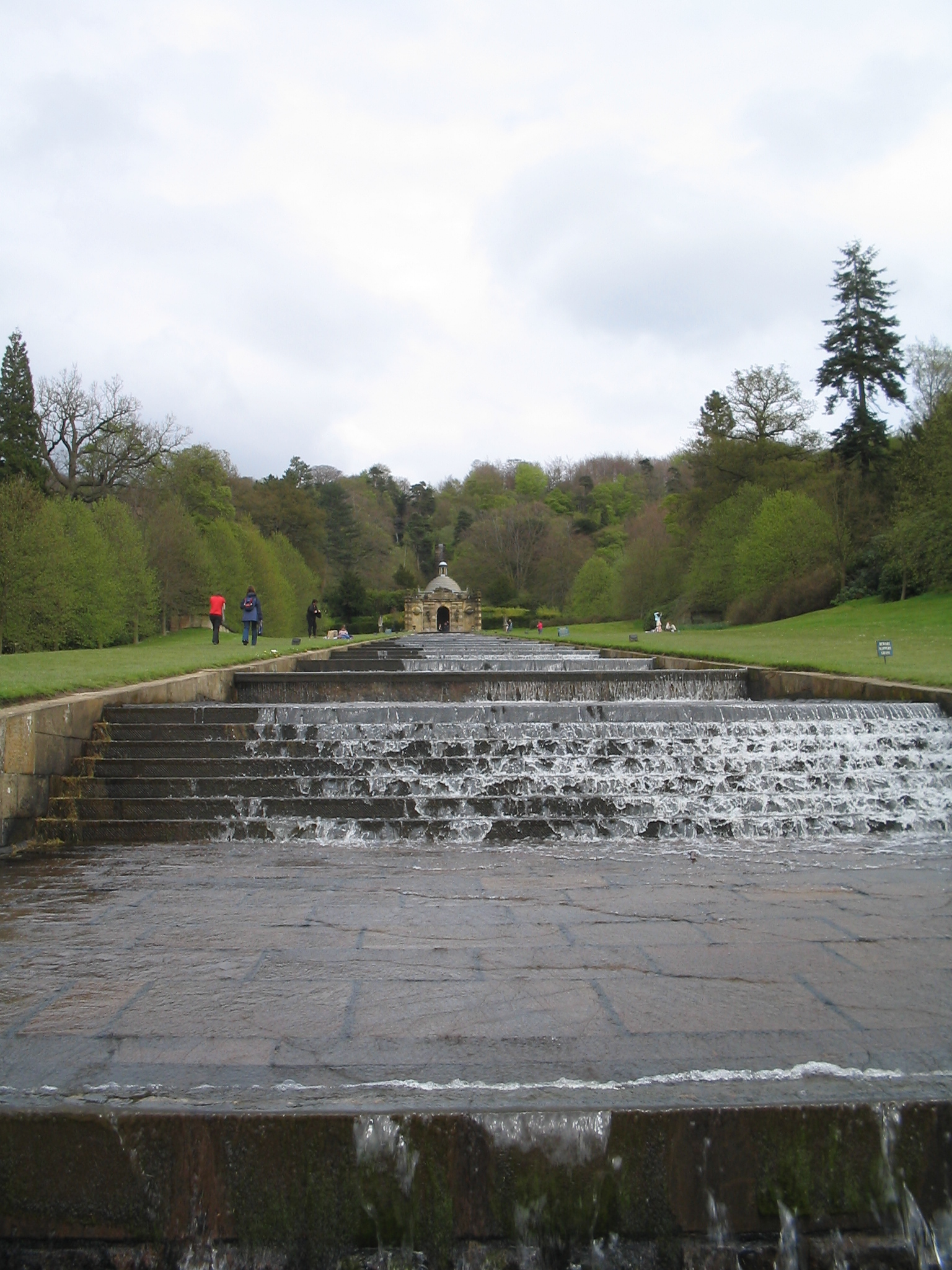
kaskáda v Chatsworth House

Nejdůležitější z Brownem navržených parků jsou:
- Petworth (West Sussex) v 1752;
- Chatsworth (Derbyshire) v 1761;
- Bowood (Wiltshire) v 1763;
- Blenheim Palace (Oxfordshire) v 1764.

V Blenheimu se soustředil zejména na vodu a založením umělé, velkolepě řešené, hráze, vytvořil umělé jezero, které je dodnes ústředním motivem celého parku.

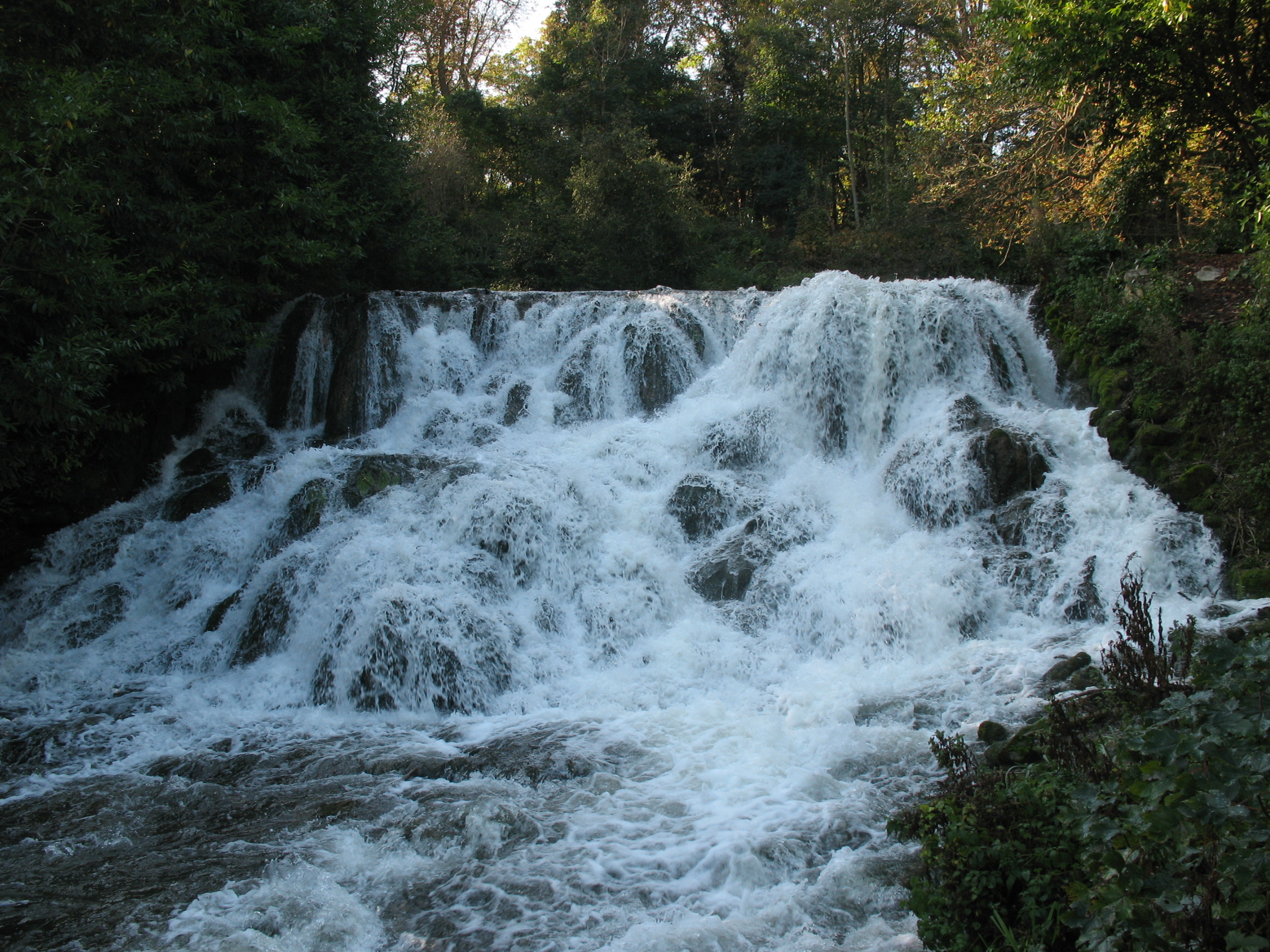
kaskáda v parku u Blenheimského paláce

Větev stylu anglického parku ovlivnil sir William Chambers, který strávil léta jako zaměstnanec Východoindické společnosti v Číně. Přispěl esejí On Oriental Gardening k rozvoji a obhajobě stylu anglo-čínských zahrad, proti větvi slohu anglického parku, která preferovala věrné napodobování přírody. Šel tak daleko,že tvrdil, že pokud má být kritériem věrné napodobení přírody, jsou napodobeniny v muzeu voskových figurín ve Fleet Street dokonalejší a více krásné, než božské dílo Buonarottiho.
Philip Southcote (1698–1758) byl tvůrce fermée ornée ve Woburn, (někdy Wooburn), farmy nedaleko Addlestone, Surrey. Southcote byl přítelem hlavních architektů a teoretiků své doby, jako byl Pope, Lord Burlington, Lord Petre, a William Kent.
William Mason (1724–1797) byl známý básník a zahradník, jehož romantické básně plné zahradní architektury a obrazů přírody ovlivnily i racionálně založeného H. Reptona, který jej cituje ve svých pracích. Mason je autorem rozsáhlých básní jako je třídílná poema "The English Garden". Kritizuje Chamberse pro nakupování umělých obrazů a nesmyslných ozdob, kterými se blíží opovrhovanému stylu barokních zahrad.
Spor mezi sirem William Chambersem a Masonem vrcholil, když v roce 1794, vydal svou esej sir Uvedale Price a charakterizuje zde znaky malebnosti a krásy, berouce si zcela vážně myšlenku architektonických návrhů krajiny jako kopií nejlepších děl malířů, jako je Claude Lorraine a Salvator Rosa. Obrazů, jako vzorů pro architekty. Jeho zřejmě nejznámějším odpůrcem se stává praktik H. Repton, který jednak vysvětluje neporovnatelnost atributů obrazů a krajiny i z pohledů diváka a vysmívá se mu například poznámkami o komínech na domech, které bude třeba odstranit, protože u domů na obrazech krajin také obvykle chybějí. Price kritizuje Browna, že jeho dílo není nic víc, než monotonní pásy a chuchvalce stromů a umělá jezera. Jeho představu architektury jako kopírování obrazů podporuje Richard Payne Knight a propagují své myšlenky pomocí literatury a teoretických prací. Své názory zaštiťují i výtahy z děl uznávaných historických autorů. Tyto Repton odsuzuje jako dezinterpretace původních prací anebo prosté lži.
William Shenstone (1714–1763) Je autorem ferme ornée, okrasného statku v Leasowes. Jeho dílo, park v Leasowes je považován jeden z prvních parků ve stylu anglického parku. William Shenstone byl básník a přestože ovlivnil nejvýznamnější zahradní architekty své doby a teoretiky zahradní architektury a sám navrhl významnou zahradní úpravu, není architektem.
Humphrey Repton a J. Nash
Nejlepší zkušenosti svých předchůdců použili H.Repton a J. Nash. Obzvláště Humphrey Repton dokázal vytvářet architektonická díla s vkusem a řemeslnou jistotou. Původním povoláním byl kupec a přihlížel k funkcím zahrady s pragmatismem. Cílem mu nebyla bezúčelná kopie přírody, nebo malebný obraz, ale sledoval především obytné a funkční hodnoty pro uživatele s nimiž úzce spojoval estetickou hodnotu. Dovedl optimálně využít přírodní kvalitu řešeného území a navrhoval parky i venkovské vily s takovou zručností, že se stal ve své době patrně nejvyhledávanějším architektem krajinářem.
Své architektonické plány práce doplnil o takzvané Red Books, určených zákazníkovi, ve kterých rozváděl a doporučoval pokyny pro údržbu a dotváření parku. Pro své vyhranění pro praktické užívaní zahrady se dostává do sporu s teoretikem U. Pricensem, zastáncem krajně malířských principů. Brilantni řečník a teoretik Pricens sice ve své době vítězil nad praktikem Reptonem, ale stejně vždy končil v bažině bezobsažných nerealizovatelných kopií obrazů. Své práce Repton shrnul v několika dílech. Asi nejznámějšími jsou „Sketches and Hints on Landscape Gardening“ (1794) a zejména „Observations on the Theory and Practice of Landscape Gardening.“ (1803) se stala hlavní příručkou krajinářů 19. století. V roce 1907 jsou obě díla publikovány společně jako dílo „The Art of LANDSCAPE GARDENING“ editované J. Nolenem, významným popularizátorem městské zahradní architektury a urbanismu 20. století v USA.
Také J. Nash, ve svých studiích a nerealizovaném plánu výstavby v londýnském Regent’s Parku z roku 1812 spojuje principy krajinářského parku s konceptem obytné krajiny a to formami, ke kterým dospěl urbanismus teprve koncem 20. století. Arboretem v Derby, komponovaném s důrazem na přehlídku okrasných dřevin otevřel cestu kompozici parků tak, jak jsou známy z 20. století.
John Claudius Loudon vydal na začátku 19. století encyklopedii, která je nejen historií zahradnictví, dendrologií, botanikou, ale zabývá se i architekturou a snaží se respektovat jak architektonické pravidelné parky, tak přírodně krajinářské parky navazuje na H. Reptona a jeho názor, že oba styly mají své správné místo.
William Emes (také William Eames) (1729 nebo 1730– 1803) Hlavními rysy jeho návrhů byly stromy a voda. Tvořil charakteristické hadovité vzorce částí jezer s jejich zakončeními ukrytými v porostu dřevin. Při práci využíval solitéry a shluky stromů, pásy dřevin kolem hranice pozemku. Vytvořil květinové zahrady v blízkosti domu v Sandon Hall, předběhnul tak pozdější dílo spisovatele a architekta Humphry Reptona .
Henry Hoare II. (1705–1785), známý jako "Henry the Magnificent", byl bankéřem a designérem vlastních zahrad.
Sir Uvedale Price, 1st Baronet (1747 – 1829) Autor a spoluautor teoretických prací a polemik, ovlivnil vývoj anglického parku, stejně jako jeho spolupracovník Richard Payne Knight (1750 – 1824).
Stephen Switzer (1682-1745), byl zahradní architekt a spisovatel o zahradnictví, aktivně se zapojil do debat o stylu Anglického parku v raném období jeho vývoje jako jeho zastánce. Obdivoval a napodoboval majestátnost formálních francouzských zahrad. Jeho principy krajinářské architektury zesměšnil Alexander Pope ve svém díle Epistle to Lord Burlington a jeho názory na „přírodní“ zahradnictví použil v esejích Joseph Addison.
Switzer získal vzdělání v Hampshire a zahradní architekt George London a Henry Wise jej zaměstnali jako „garden boy“ ve školkách v Bromptonu, v Kensingtonu, nyní části Londýna. Switzer pomohl realizovat Londonovy návrhy Castle Howard, Yorkshire (od 1706), jmenovitě v "divočině", na Cirencester Park, Gloucestershire (od asi 1713), a v Blenheim Palace, Oxfordshire. Switzer také navrhl zahrady na Grimsthorpe Castle , Lincolnshire (asi 1716).
Stephen Switzer zhotovil první rozsáhlý historický nástin vývoje zahradnictví v Anglii, byl hlasitým kritikem topiary a formálního stylu holandských zahrad. Zavedl termín „Ferme ornée“, „okrasná farma“ integrující "užitek" a "rentabilní" zahradničení a chov zvířat se zdánlivě bezelstnými okouzlujícími kompozicemi. Jeho hlavní soupeř v praxi, i když ne na literárním poli, byl ve sporech o „přírodní“ způsob výsadby Charles Bridgeman.
Další významní architekti anglického přírodně krajinářského parku v Anglii, Skotsku a Irsku
- Thomas Whately (někdy uváděn jako Wheatley)
- James Gibbs
- Thomas Wright (1711 – 1786)
- Hamilton
- 1st Lord Lyttelton (1709-1773) -(George Lyttelton, 1st Baron Lyttelton), tajemník Prince of Wales, mecenáš A.Pope. Autor parku v Hagley Hall.
- Pitt
- William Goldring (1854 – 1919) architekt v přírodně krajinářském stylu.
- Henry Wise (1653 – 1738) zahradník, zahradní architekt, učedník George Londona.
- John Webb (1754–1828), student Williama Emese, zahradní architekt
- William Henderson

Významní architekti stylu anglického parku v Evropě
V Evropě posiluje vliv stylu anglického parku známý myslitel Jean-Jacques Rousseau propagací návratu k přírodě a přirozenosti. V Německu ovlivňuje nový styl básníka J.W.Goethe a vydává esej "Das Luisenfest" , jenž popisuje založení parku. Goethe velmi nadšeně pročítal Reptonovy práce o architektuře. Na začátku devatenáctého století se v Německu styl anglického parku stává k nesmyslnosti směšným infantilním obrazem krajiny naplněné tretkami, pagodami umělými troskami a městečky s trpaslíky. Pro přeplněnost malebnými a sentimentálními scénami je kritizován například anglický park zámku Hohenheim. J. W.Goethe při návštěvě v souvislosti s parkem Hohenheim naráží na pasáže z Reptonových prací o pravidlech zahradní architektuiry, když říká, že spousta malých věcí nemusí tvořit společně jednu velkou věc, což je aplikace Aristotelovy myšlenky, že „Celek je více než pouhý součet jeho částí“.
Friedrich Ludwig von Sckell (1750 – 1823) byl německý zahradní architekt. Po vyučení v Bruchsal, Paříži a Versailles. V letech 1773 - 1777, se v Anglii seznamoval se stylem anglického zahradního slohu. Po návratu, Sckell přebudoval zahrady Schönbusch Park v Aschaffenburgu v anglickém stylu. Poté zodpovědný za úpravy Schwetzinger Gardens na malebný park, a spolu s Benjaminem Thompsonem v roce 1789 zahájil úpravy Englischer Garten v Mnichově. Je považován za zakladatele evropského anglického parku, který se seznámil německé zahradní odborníky svými spisy o možnostech zahradních úprav.

Václav Skalník - nejvýznamnější architekt stylu anglického parku tvořící tyto úpravy na území ČR, přebudoval zámek v Hoříně, navrhl koncept výstavby Mariánských Lázní a provedl jej.
Významní architekti stylu anglického parku v Americe
Andrew Jackson Downing (1815 – 1852) [1] byl americký zahradní architekt, zahradník a spisovatel. Mnoho odborníků považuje Downinga za "otce americké krajinářské architektury." V roce 1841 byla vydána jeho první kniha, A Treatise on the Theory and Practice of Landscape Gardening o teorii a praxi zahradní architektury, přizpůsobené podmínkám Severní Ameriky a publikace se setkala s velkým úspěchem. Byla to první kniha tohoto druhu ve Spojených státech.
Calvert Vaux , byl zahradní architekt, Angličan, najatý na tvorbu zahradní architektury pro tvorbu krajinných celků Downingem. Po tragické smrti Downinga vybral na rozpracovaný plán newyorského Central Parku, v té době pravidel zahradní architektury neznalého muže, kterým byl Frederick Law Olmsted, ten se později, ve společné firmě, stal jedním z největších zahradních architektů v USA. Je nazýván „otcem americké krajinářské architektury“, stejně jako Downing.
Frederick Law Olmsted jeden z nejvýznamnějších zahradních architektů v USA, je následovníkem H. Reptona, ve stylu Anglického parku v USA. Styl anglického nepravidelného parku, někdy s prvky pravidelných stylů, rozšiřuje na širší urbanistické celky, tvoří nejvýznamnější americké parky a zakládá moderní urbanismus.